# Lotte World Tower
Lotte World Premium Tower (Korejsky: 롯데월드 타워) je svou výškou 555,7 m a 123 patry nejvyšší budovou v Soulu a i v celé Jižní Koreji. Převyšuje v té době postavenou budovu One World Trade Center v New Yorku o 14,4 m. Výstavba začala v listopadu 2010 a byla dokončena v prosinci 2016. Stojí u řeky Han v rekreačním areálu Lotte World. Architektura stavby je založena na štíhlém kuželu s jemně zaoblenými stranami a exteriér barevných oken čerpá inspiraci z korejské keramiky. Mrakodrap navrhla americká architektonická společnost Kohn Pedersen Fox. V 1. až 6. patře jsou obchody, v 7. až 60. kanceláře, v 61. až 85. byty, v 86. až 119. luxusní hotel a v 120. až 123. patře jsou veřejnosti přístupné vyhlídkové plošiny s výhledem na celé hlavní město z ptačí perspektivy. K zajímavostem patří nejvyšší prosklený ochoz na světě ve 118. patře, nejvýše položený plavecký bazén v 85. patře a ve spodních patrech velké akvárium. V blízkosti stavby je stanice metra Jamsil, kterou protíná linka 2 a 8 soulského metra.[kdy?]

## Výtahy
V mrakodrapu jsou určené bezpečnostní zóny v podlaží 22, 40, 60, 83 a 102. V případě mimořádné události mezi těmito zónami by zabezpečovaly přepravu čtyři záchranné výtahy, které jsou vodotěsné, ohnivzdorné a mají záložní napájení a systémy pro regulaci tlaku. V mrakodrapu je celkem 58 výtahů z toho je 30 výtahů včetně dvou dvoupatrových, které se pohybují rychlostí 10 m/s, od firmy Otis.